# Grand-duc héritier de Luxembourg
Au sein de la monarchie luxembourgeoise, le titre de grand-duc héritier de Luxembourg (en luxembourgeois, Ierfgroussherzog vu Lëtzebuerg ; en néerlandais, erfgroothertog van Luxemburg ; en allemand, Erbgroßherzog von Luxemburg) est un titre attribué à l’héritier du trône issu de la descendance du souverain du Luxembourg (grand-duc ou grande-duchesse) par la voie d’un arrêté grand-ducal.
En octobre 2000, à la suite de l’accession au trône de son père le grand-duc Henri, le prince Guillaume de Luxembourg est devenu le cinquième grand-duc héritier de Luxembourg.

## Titulaires
1. le prince Guillaume de Luxembourg (de 1890 à 1905) ;
2. la princesse Marie-Adélaïde de Luxembourg (de 1908 à 1912) ;
3. le prince Jean de Luxembourg (de 1939 à 1964) ;
4. le prince Henri de Luxembourg (de 1973 à 2000) ;
5. le prince Guillaume de Luxembourg (de 2000 à 2025).

Charles de Luxembourg deviendra premier dans l'ordre de succession au trône grand-ducal le 3 octobre 2025.

## Titulatures
- du 6 novembre 1890 au 23 novembre 1890 : Son Altesse N., duc à Nassau, régent du grand-duché de Luxembourg
- du 23 novembre 1890 au 25 février 1912 : Son Altesse Royale N., grand-duc héritier de Luxembourg, duc héritier de Nassau

Alors que le duc Adolphe de Nassau s’octroie le prédicat d’altesse royale en devenant grand-duc de Luxembourg, le prince Guillaume, duc héritier de Nassau devient grand-duc héréditaire de Luxembourg, sans avoir fait l’objet d’un arrêté grand-ducal particulier. Le prince Guillaume porte le prédicat d’altesse royale.
Par l’arrêté grand-ducal du 25 février 1908, le grand-duc Guillaume IV fait de l’aînée de ses filles, la princesse Marie-Adélaïde, la grande-duchesse héréditaire de Luxembourg, duchesse héréditaire de Nassau.
- depuis le 5 janvier 1939 : Son Altesse Royale N., grand-duc héritier de Luxembourg, duc héritier de Nassau, prince de Bourbon de Parme

Le 5 janvier 1939, à l’occasion de son dix-huitième anniversaire, le prince Jean de Luxembourg est fait par la grand-duchesse Charlotte grand-duc héritier de Luxembourg ainsi que duc héritier de Nassau et prince de Bourbon de Parme. Par la décision souveraine du 14 avril 1973, le prince Henri de Luxembourg reprend à son tour la même titulature que son père ; fils aîné du précédent, le prince Guillaume de Luxembourg la reprend officiellement le 18 décembre 2000.